# لورينزو مالاغريدا
لورينزو مالاغريدا (بالإيطالية: Lorenzo Malagrida)‏ (مواليد 24 أكتوبر 2003) هو لاعب كرة قدم إيطالي يلعب في نادي سامبدوريا الإيطالي.